# Polonium-211
Polonium-211 of 211Po is een onstabiele radioactieve isotoop van polonium, een metalloïde. De isotoop komt van nature niet op Aarde voor.
Polonium-211 kan ontstaan door radioactief verval van bismut-211, astaat-211 of radon-215.
{\displaystyle {\ce {{^{211}_{83}Bi}->{^{211}_{84}Po}+{e^{-}}+{\bar {\nu }}_{e}}}}
{\displaystyle {\ce {{^{211}_{85}At}->{^{211}_{84}Po}+{e^{+}}+{\nu }_{e}}}}
{\displaystyle {\ce {{^{215}_{86}Rn}->{^{211}_{84}Po}+\,_{2}^{4}\alpha }}}

## Radioactief verval
Polonium-211 vervalt tot de stabiele isotoop lood-207, onder uitzending van alfastraling:
{\displaystyle {\ce {{^{211}_{84}Po}->{^{207}_{82}Pb}+\,_{2}^{4}\alpha }}}
De halveringstijd bedraagt 515 milliseconden.
186Po · 187Po · 188Po · 189Po · 190Po · 191Po · 191mPo · 192Po · 192mPo · 193Po · 193mPo · 194Po · 194mPo · 195Po · 195mPo · 196Po · 196mPo · 197Po · 197mPo · 198Po · 198m1Po · 198m2Po · 199Po · 199mPo · 200Po · 201Po · 201mPo · 202Po · 202mPo · 203Po · 203m1Po · 203m2Po · 204Po · 205Po · 205m1Po · 205m2Po · 205m3Po · 205m4Po · 206Po · 206m1Po · 206m2Po · 207Po · 207m1Po · 207m2Po · 207m3Po · 208Po · 209Po · 210Po · 210mPo · 211Po · 211m1Po · 211m2Po · 211m3Po · 212Po · 212mPo · 213Po · 214Po · 215Po · 216Po · 217Po · 218Po · 219Po · 220Po · 221Po · 222Po · 223Po · 224Po · 225Po · 226Po · 227Po